# Helma Sanders-Brahms

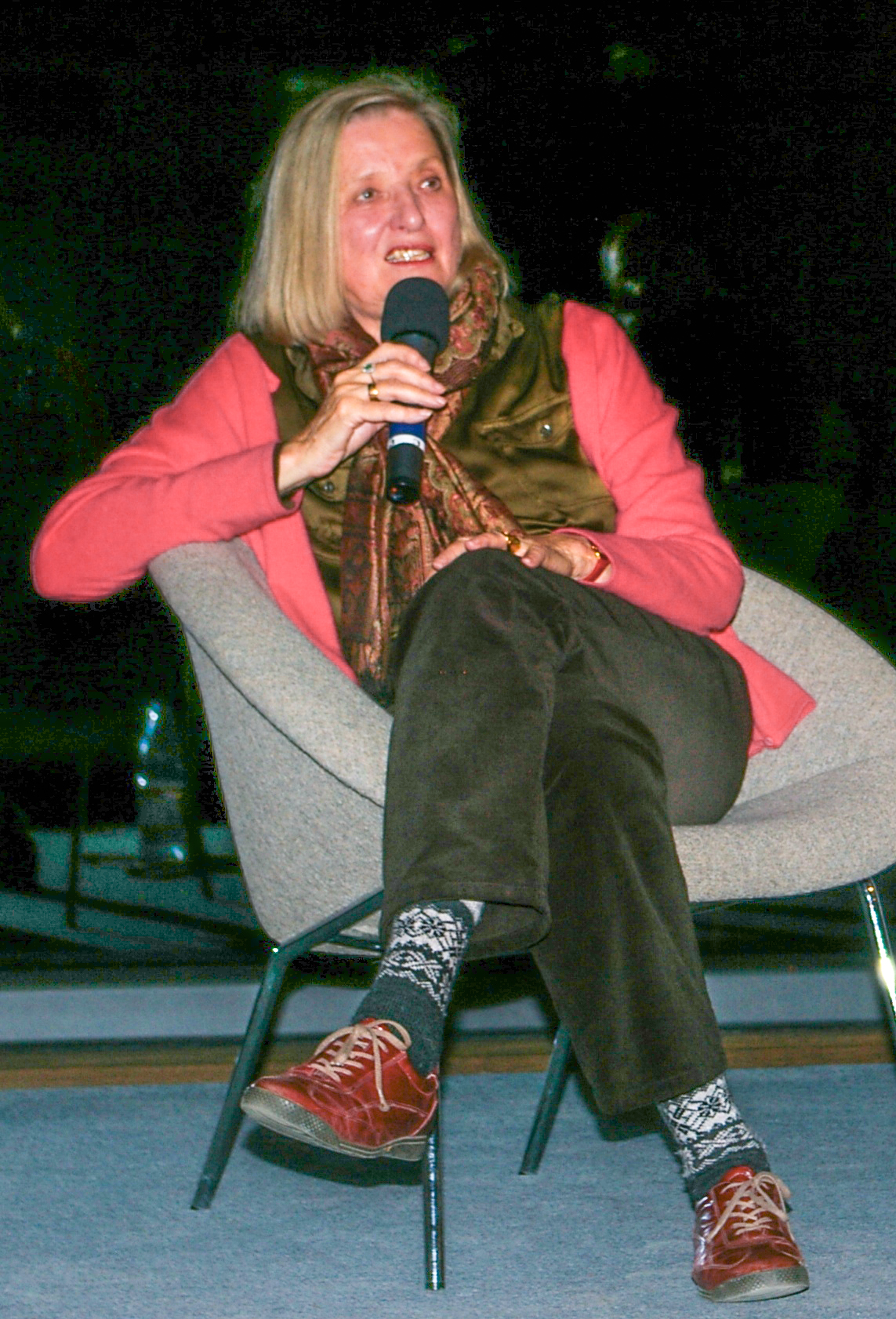
Helma Sanders-Brahms (2011)

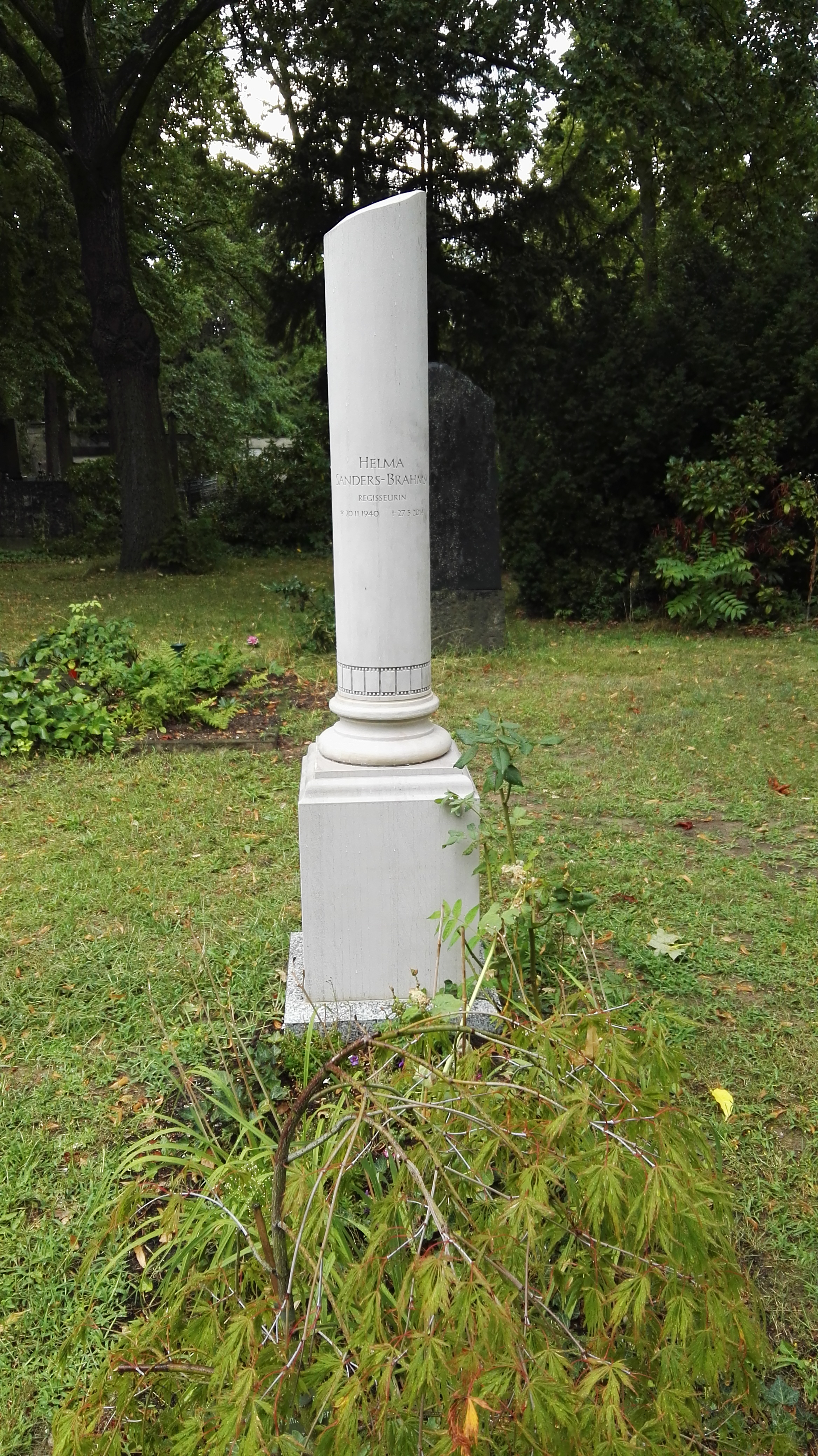
Grabstätte

Helma Sanders-Brahms (auch Helma Sanders, * 20. November 1940 in Emden, Ostfriesland; † 27. Mai 2014 in Berlin) war eine deutsche Filmregisseurin, Drehbuchautorin und Filmproduzentin.

## Leben
Sie war die Tochter einer Fotografin und eines Fernmeldeoberamtmanns. Nach dem Abitur 1960 besuchte Sanders-Brahms drei Semester lang eine Schauspielschule in Hannover. Ab 1962 studierte sie Theaterwissenschaft, Germanistik, Anglistik und Pädagogik (Abschluss 1965 mit dem 1. Staatsexamen für das Lehramt) in Köln, hospitierte beim Rundfunk, wurde Ansagerin im dritten Fernsehprogramm des WDR und arbeitete als Fotomodell. Ihr Referendariat als angehende Lehrerin brach sie nach einem Jahr wegen ihrer nach dem Beamtenrecht unzulässigen beruflichen Doppelbelastung ab.
Während eines Italienaufenthalts lernte sie 1967 Pier Paolo Pasolini und Sergio Corbucci kennen und arbeitete mit ihnen. Von 1969 an machte sie eigene oft autobiografisch geprägte Filme, schrieb fast all ihre Drehbücher und produzierte viele ihrer Filme selbst.
Ihre ersten Filme beschäftigten sich kritisch mit der Arbeitswelt und der Situation der Frauen in Westdeutschland, etwa Angelika Urban, Verkäuferin, verlobt, Shirins Hochzeit und Die Berührte. Zu einem zentralen Film der deutschen Frauenbewegung wurde Unter dem Pflaster ist der Strand. Vor allem mit Deutschland, bleiche Mutter wurde Sanders-Brahms zu einer auch international anerkannten Regisseurin. Zu ihren bekanntesten Werken zählen zudem die Spielfilme über die Lebensgeschichte von Heinrich von Kleist (Heinrich, 1977) und Clara Schumann (Geliebte Clara, 2008). Neben Spielfilmen drehte Sanders-Brahms Dokumentarfilme und schrieb Hörspiele.
Ihre Filme wurden mit vielen Film- und Festivalpreisen ausgezeichnet, sie wurde zum Officier des französischen Ordre des Arts et des Lettres ernannt und Mitglied der Akademie der Künste in Berlin. 2003 gehörte sie zu den Gründungsmitgliedern der Deutschen Filmakademie.
Neben ihrer Filmarbeit war Sanders-Brahms auch publizistisch tätig. So schrieb sie von 1976 bis 1982 regelmäßig für die Zeitschrift epd Kirche und Film und verfasste Porträts für das Jahrbuch Film.
Helma Sanders-Brahms starb am 27. Mai 2014 nach langer Krankheit im Alter von 73 Jahren in Berlin. Bestattet wurde sie auf dem Dreifaltigkeitsfriedhof I in Berlin-Kreuzberg.
Sie war eine Urururgroßnichte des Komponisten Johannes Brahms (1833–1897), dessen Nachnamen sie seit den späten 1970er Jahren führte. Bis dahin trat sie unter dem Namen Helma Sanders in Erscheinung.
Aus einer Liebesbeziehung mit dem Kameramann Thomas Mauch stammt ihre Tochter, die Juristin Anne Sanders.

## Filmografie

### Spiel- und Fernsehfilme
- 1970: Gewalt (Fernsehfilm)
- 1973: Die letzten Tage von Gomorrha (Fernsehfilm)
- 1974: Unter dem Pflaster ist der Strand
- 1975: Erdbeben in Chili (Fernsehfilm)
- 1976: Shirins Hochzeit
- 1977: Heinrich
- 1980: Deutschland, bleiche Mutter
- 1981: Die Berührte
- 1984: Flügel und Fesseln (L’Avenir d’Emilie)
- 1986: Laputa
- 1987: Felix – Episode 1: Er am Ende
- 1989: Manöver
- 1992: Apfelbäume
- 1997: Mein Herz – Niemandem!
- 2003: Die Farbe der Seele
- 2008: Geliebte Clara

### Dokumentarfilme
- 1969: Angelika Urban, Verkäuferin, verlobt (über eine Verkäuferin im Kaufhof)
- 1971: Die industrielle Reserve-Armee (über die Lage der Arbeitsmigranten)
- 1973: Die Maschine (über die Arbeit an einer Rotationsmaschine)
- 1980: Vringsveedeler Triptychon, 1. Linker Flügel: Im Reich des Schokoladenkönigs, 2. Mittelteil: Rievkooche-Madonna, 3. Rechter Flügel: Josef und die Gerechtigkeit (über den Karneval der armen Leute in Köln)
- 1985: Alte Liebe (über den alten Berliner Kinobesitzer Bruno Dunst und seine Frau)
- 1987: Hermann mein Vater (über eine Reise, die Sanders-Brahms gemeinsam mit ihrem Vater nach Frankreich unternimmt, zu den Stätten, wo er 1940 als deutscher Besatzer war)
- 1995: Jetzt leben – Juden in Berlin (über eine russisch-jüdische Familie, die aus Odessa nach Berlin übersiedelt)
- 2012: So wie ein Wunder – Das singende Kino des Herrn Heymann – über den bedeutendsten Filmkomponisten der Weimarer Republik Werner Richard Heymann

## Hörspiele
- 1995: Anna Angsthase . Kinderhörspiel; Musik: Lars Kurz; Regie: Eva Demmelhuber; Produktion: BR, 1995. (Patmos Hörkassette, 1996, ISBN 3-491-22906-5)
- 1993–2001: Tausendundeine Nacht. 1. bis 14. Nacht, mit Eva Mattes, Dieter Mann, Ulrich Matthes u. a. Musik: Günter „Baby“ Sommer. Regie: Robert Matejka (1–12) und Helma Sanders-Brahms (13–14). Produktion: RIAS, später: DLR Berlin. (Der Hörverlag, 2005, ISBN 3-89940-647-8; ausgezeichnet mit dem Corine-Hörbuchpreis 2005.)
- 2002: Tausendundeine Nacht. 15. bis 17. Nacht. Mit: Eva Mattes, Dieter Mann, Ulrich Matthes u. a. Musik: Günter Baby Sommer. Regie: Helma Sanders-Brahms. Produktion: DLR Berlin.

## Bücher
- Gottfried Benn und Else Lasker-Schüler, Rowohlt Berlin 1997, ISBN 3-499-22535-2
- Die Erfüllung der Wünsche. Elefanten Press, Berlin 1995, ISBN 3-88520-544-0.
- Deutschland, bleiche Mutter. Film-Erzählung, rororo neue frau, Reinbek 1980, ISBN 3-499-14453-0